# Юринка (притока Чажа)
Юри́нка (рос. Юринка) — річка в Удмуртії (Можгинський та Малопургинський райони), Татарстан (Агризький район), Росія, ліва притока Чажа.
Річка починається за 1,5 км на північ від села Каменний Ключ. Верхня течія проходить по території Можгинського району, середня — Малопургинського району, нижня — Агризького району. Довжина річки 32 км, площа басейну 225 км², середній нахил річки 3,6 м/км. Ширина русла в середній течії становить 4-5 м, в нижній сягає 7-8 м. Глибина змінюється в межах 0,5-1 м. Середня швидкість течії не перевищує 0,2 м/с.
Головні притоки:
- права — Єкатеринка
- ліва — Бугриш

На річці розташовані села:
- Можгинський район — Каменний Ключ, Верхні Юрі
- Малопургинський район — Нижні Юрі
- Агризький район — Кудашево, Новий Кзил-Яр, Казанський